# Stefan Leukos-Kowalski
Stefan Jan Leukos-Kowalski (ur. 16 maja 1891 w Krakowie, zm. 13–14 kwietnia 1940 w Katyniu) – podpułkownik piechoty Wojska Polskiego, ofiara zbrodni katyńskiej.

## Życiorys
Stefan Jan Leukos-Kowalski urodził się 16 maja 1891 w Krakowie, w rodzinie Józefa i Karoliny ze Szlagów. Ukończył gimnazjum filologiczne w Krakowie i cztery semestry na Wydziale Prawa Uniwersytetu Jagiellońskiego. W 1910 został członkiem PPS w Krakowie.
W czasie I wojny światowej walczył w Legionach Polskich. Był oficerem 5 pułku piechoty I Brygady Legionów Polskich. 1 stycznia 1917 awansował na chorążego. Wziął udział w bitwie pod Krzywopłotami (17–18 listopada 1914), Kuklą, Polską Górą i Kostiuchnówką (4–6 lipca 1916). Był trzykrotnie ranny. W lipcu 1917, po kryzysie przysięgowym, został wcielony do cesarskiej i królewskiej armii oraz przydzielony do 41 pułku piechoty i skierowany na front włoski.
1 listopada 1918 został przyjęty do Wojska Polskiego i awansowany przez generała Bolesława Roję na podporucznika. W szeregach 5 pułku piechoty Legionów wziął udział w odsieczy Przemyśla i Lwowa, a wiosną 1919 w walkach o Wilno. Później był II adiutantem w dowództwie 1 Dywizji Piechoty Legionów. 14 października 1920 został zatwierdzony z dniem 1 kwietnia 1920 w stopniu kapitana, w piechocie, w „grupie byłych Legionów Polskich”.

3 maja 1922 został zweryfikowany w stopniu majora ze starszeństwem z dniem 1 czerwca 1919 i 486. lokatą w korpusie oficerów piechoty. 17 maja 1922 odznaczono go orderem wojskowym „Virtuti Militari” V klasy, a we wniosku o jego nadanie, podpisanym przez dowódcę baonu 5 pp Leg. Józefa Olszyna-Wilczyńskiego, czytamy m.in.:

Szczególnie odznaczył się w dniu 4 lipca 1916 r. w bitwie pod Kołodziejami na słynnej "Reducie Piłsudskiego". Był wtedy dowódcą placówki, która ubezpieczała "Redutę". Nieprzyjaciel szczególnie mocno ogniem artylerii i kaemów atakował to miejsce. Mając zaledwie kilkudziesięciu ludzi i ponosząc duże straty, sierż. Leukos-Kowalski przez szereg godzin (pomimo rany w twarz) utrzymał placówkę, osobistym przykładem zachęcając i mobilizując pozostałych przy życiu żołnierzy do walki. Wytrwał do nadejścia posiłków.

W lipcu 1922 został zatwierdzony na stanowisku dowódcy II batalionu 5 pułku piechoty Legionów w Wilnie. Do stycznia 1930 pełnił służbę w Doświadczalnym Centrum Wyszkolenia w Rembertowie. 23 stycznia 1928 awansował na podpułkownika ze starszeństwem z dniem 1 stycznia 1928 i 67. lokatą w korpusie oficerów piechoty. W styczniu 1930 został przeniesiony do Komendy Garnizonu i Placu stołecznego miasta Warszawa na stanowisko zastępcy komendanta. Z dniem 6 września 1931 został przeniesiony na stanowisko zastępcy szefa Departamentu Piechoty Ministerstwa Spraw Wojskowych w Warszawie. W czerwcu 1933 został wyznaczony na stanowisko dowódcy 63 Toruńskiego pułku piechoty w Toruniu. W 1936 został przeniesiony na stanowisko dowódcy 16 pułku piechoty Ziemi Tarnowskiej w Tarnowie. W marcu 1939 pełnił służbę w Państwowym Urzędzie Wychowania Fizycznego i Przysposobienia Wojskowego w Warszawie na stanowisku zastępcy komendanta głównego Związku Strzeleckiego. 
29 sierpnia 1939 został mianowany dowódcą Strzeleckiej Brygady Obrony Narodowej w Warszawie, lecz do powstania tego oddziału nie doszło. 5 września 1939 został ewakuowany z Warszawy. W czasie kampanii wrześniowej 1939, po agresji ZSRR na Polskę, w nieznanych okolicznościach dostał się do niewoli sowieckiej. Od 28 października 1939 przebywał w obozie jenieckim w Putywlu, a w listopadzie 1939 został przeniesiony do obozu jenieckiego w Kozielsku. Między 11 a 12 kwietnia 1940 przekazany do dyspozycji naczelnika Zarządu NKWD Obwodu Smoleńskiego – lista wywózkowa 022/3 z 9 kwietnia 1940, pozycja 92. Został zamordowany między 13 a 14 kwietnia 1940 w Katyniu przez funkcjonariuszy Obwodowego Zarządu NKWD w Smoleńsku oraz pracowników NKWD przybyłych z Moskwy na mocy decyzji Biura Politycznego KC WKP(b) z 5 marca 1940. Ofiary tej zbrodni grzebano w bezimiennych mogiłach zbiorowych, gdzie od 28 lipca 2000 mieści się oficjalnie Polski Cmentarz Wojenny w Katyniu. W miejscu tym prowadzone były ekshumacje i prace archeologiczne. Zidentyfikowany podczas ekshumacji nadzorowanych przez Niemców, w 1943 pod numerem 1709 – dosł. opisany jako Leukus-Kowalski Stefan (raport dzienny z 12 maja 1943). Przy jego szczątkach znaleziono: legitymację osobistą MSWojsk., świadectwo szczepień w Kozielsku oraz legitymację i krzyż Virtuti Militari. Figuruje na liście Komisji Technicznej PCK pod numerem 01709.  W Archiwum Robla w pakiecie 0712-03, wymieniony (bez imienia) w niedatowanym „Wykazie oficerów w niewoli bolszewickiej, obóz Bołotno /!/ z. Czernihowski”, na jednej z kartek papieru znalezionych przy szczątkach Zygmunta Stasiewicza.

### Życie prywatne
Był żonaty, miał syna Andrzeja oraz dwie córki: Halinę i Zofię.

## Ordery i odznaczenia
- Krzyż Srebrny Orderu Wojskowego Virtuti Militari nr 6589[29] – 17 maja 1922[6][30][4]

- Krzyż Niepodległości –  20 stycznia 1931[31]
- Krzyż Oficerski Orderu Odrodzenia Polski
- Krzyż Kawalerski Orderu Odrodzenia Polski – 10 listopada 1933[32][29]
- Krzyż Walecznych – czterokrotnie[29]
- Złoty Krzyż Zasługi[29]
- Odznaka „Za wierną służbę”[24]
- Odznaka Honorowa „Orlęta“[24]
- Odznaka pamiątkowa „Krzyż za zdobycie Wilna 1919”[24]

## Upamiętnienie
5 października 2007 minister obrony narodowej Aleksander Szczygło mianował go pośmiertnie na stopień pułkownika. Awans został ogłoszony 9 listopada 2007 w Warszawie, w trakcie uroczystości „Katyń Pamiętamy – Uczcijmy Pamięć Bohaterów”.
W ramach akcji „Katyń... pamiętamy” / „Katyń... Ocalić od zapomnienia”, w Zespole Placówek Oświatowych w Koniecznie, został zasadzony Dąb Pamięci honorujący ppłk. Stefana Leukos-Kowalskiego.
Po koniec lat 80. XX wieku w Kościele Filipinów w Tarnowie, umieszczono tablice upamiętniające oficerów Wojska Polskiego – ofiary zbrodni katyńskiej, a wśród nich m.in. znajduje się ppłk Stefan Leukos-Kowalski.